# Comusia dispar
Comusia dispar là một loài bọ cánh cứng trong họ Cerambycidae.